# Музей-квартира А. С. Пушкина (Санкт-Петербург)

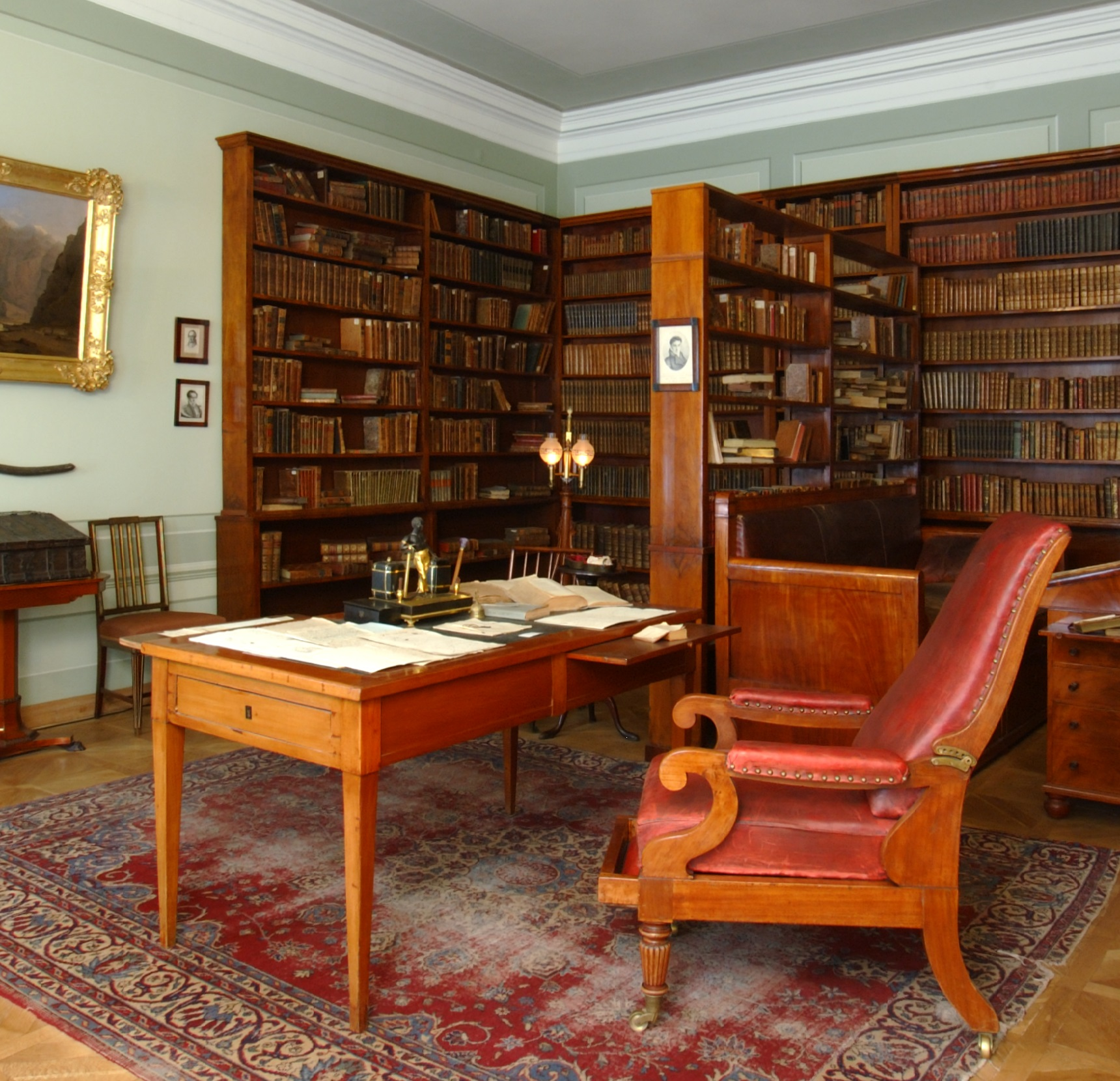
Кабинет А. С. Пушкина. Современный вид.

Мемориа́льный музе́й-кварти́ра А. С. Пушкина — музей, рассказывающий о последних месяцах жизни поэта. С 1953 года входит в состав Всероссийского музея А. С. Пушкина (до этого, с 1925 года, — в составе Пушкинского Дома Академии Наук СССР).

## История здания
В 1700—1710 годах здесь жил Доменико Трезини, после него участком владел И. А. Черкасов, который выстроил одноэтажное здание на высоком цоколе. Дом перестраивался в 1742—1746 годах, был украшен в голландском стиле. В 1762 году наследники Черкасова продали здание в казну, и в 1785 году оно было подарено Екатериной II Г. Н. Орлову. К концу века зданием владела Е. П. Шувалова, в 1802 году она перепродала его Алексею Жадимеровскому, который вновь перестроил дом (по другим источникам, он перестраивался в конце 1770-х годов). В декабре 1806 года участок купила А. Н. Волконская.
Трёхэтажное здание. Главный корпус при перестройке в конце XVIII — начале XIX века получил обработку в стиле раннего русского классицизма. Центральный ризалит украшен шестью каннелированными колоннами коринфского ордера, под окнами третьего этажа — украшенные гирляндами филёнки. Парадная лестница была уничтожена при перестройке в 1909 году.
Во дворовом корпусе размещались конюшни и каретные сараи, его фасады обработаны в первом и втором этажах открытыми аркадами (позднее арки были застеклены). Простенки украшены плоскими пилястрами. Вероятно, эти служебные строения были построены ещё при Черкасове.

## История музея
В доме княгини С. Г. Волконской на набережной реки Мойки «у Конюшенного мосту» Александр Сергеевич Пушкин снимал квартиру с начала сентября 1836 года. «Нанял я, Пушкин, — сказано в контракте, заверенном нотариусом, — весь, от одних ворот до других, нижний этаж из одиннадцати комнат состоящий, со службами…».
После смерти поэта его вдова покинула Петербург; хозяева особняка сдавали квартиру другим жильцам, и к началу XX века её архитектурный облик существенно изменился. Осенью 1924 года бывшая пушкинская квартира перешла из ведения Жилтоварищества в ведение Пушкинского кружка общества «Старый Петербург — новый Ленинград», затем — с 31 декабря 1925 года — в ведение Академии наук. С этого времени шли работы по реконструкции квартиры, которая велась поэтапно и продолжалась вплоть до начала XXI века. Последние существенные изменения произошли в 2012 году, когда помещение бывшей детской превратилось в жилое помещение — с игрушками пушкинского времени, подлинными портретами детей и жены Пушкина.
Первое памятное собрание, посвященное годовщине смерти А. С. Пушкина и ставшее затем традиционным, состоялось по инициативе Пушкинского кружка 10 февраля 1925 года в восстановленной к тому времени гостиной поэта. Первый музей был открыт сотрудниками Пушкинского Дома Академии Наук 13 февраля 1927 года в нескольких комнатах: кабинете, гостиной, столовой, передней и бывшей детской (автор концепции музея и её первый ученый хранитель — заведующий Литературным музеем Пушкинского Дома АН СССР М. Д. Беляев). Музей был существенно преобразован к 100-летию со дня смерти поэта — 10 февраля 1937 года (по новому стилю) (автор новой концепции — крупный специалист в области музейного строительства Б. В. Шапошников), затем в 1949 году (к 150-летию со дня рождения А. С. Пушкина), а с начала 1960-х годов здесь начались работы по так называемой «мемориализации», предполагающей превращение условных интерьеров в реконструированные бытовые помещения, напоминающие о жизни семьи Пушкина и его творчестве в 1836 — начале 1837 годов.
В 1982—1987 годах в ходе большого капитального ремонта были воссозданы в прежнем виде не только бывшая квартира А. С. Пушкина, но и весь особняк, полностью переданный Всероссийскому музею А. С. Пушкина (автор концепции — заведующая музеем-квартирой А. С. Пушкина Н. И. Попова; художник — Т. Н. Воронихина) .
Год 200-летия со дня рождения А. С. Пушкина начался в музее с открытия вводной экспозиции, рассказывающей о жизни Пушкина и обстоятельствах, предшествующих его поединку у Чёрной речки. В 2012 году была воссоздана детская, в которой жили четверо детей поэта; в кабинет был перенесен жилет Пушкина, до этого находившийся в передней. В квартире появились иконы, поступившие в музей от потомков семьи поэта и свидетельствующие о принадлежности этой семьи к отечественной православной культуре. «Цалую, — писал Пушкин жене 3 августа 1834 года, — благодаря тебя за то, что ты Богу молишься на коленах посреди комнаты. Я мало Богу молюсь и надеюсь, что твоя чистая молитва лучше моих, как для меня, так и для нас».
Автор концепции реэкспозиций 1999—2012 годов — заведующая Мемориальным музеем-квартирой А. С. Пушкина Г. М. Седова; художник — Л. А. Жукова.

Сегодня музей на Мойке, 12, хранит наибольшее число подлинных вещей, принадлежавших Пушкину. О жизни поэта и его творчестве напоминают находящиеся в его кабинете письменный стол и вольтеровское кресло, дорожный ларец и конторка, трости и курительная трубка, чернильница с арапчонком, нож для разрезания бумаг, колокольчик для вызова прислуги. В комнате жены поэта представлен её портрет, выполненный в 1832 году художником А. П. Брюлловым, а также принадлежавшие ей флакончик для духов, коралловый браслет, кошельки, вышитые бисером и шёлком, и другие памятные вещи.

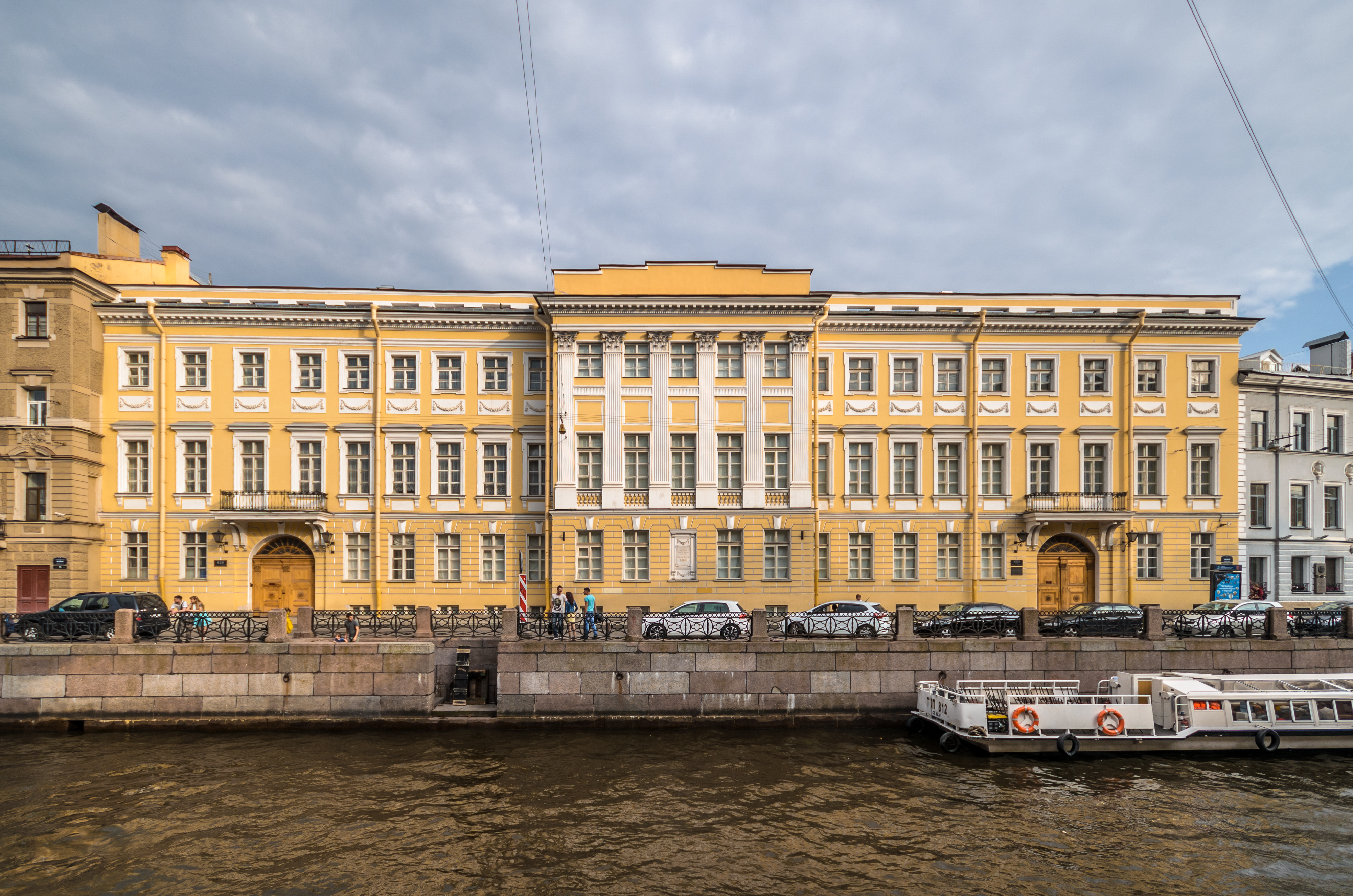
Дом № 12 по набережной реки Мойки

В музее имеются портреты самого поэта и членов его семьи, хранятся вещи, связанные с дуэлью и кончиной А. С. Пушкина — жилет, который был на нём в день поединка, локон волос, срезанный с головы покойного по просьбе А. И. Тургенева, посмертная маска работы скульптора С. И. Гальберга.
В кабинете находится подлинный диван, на котором поэт умер 29 января 1837 года. В 2008 году по инициативе заведующей музеем-квартирой Г. М. Седовой кожаная поверхность дивана была изучена сотрудниками Бюро судебно-медицинской экспертизы Ленинградской области. При этом были обнаружены микроскопические следы крови, которая оказалась идентична локону волос поэта, а также крови А. С. Пушкина, сохранившейся на его подлинном жилете.
В нижнем (цокольном) этаже, где в пушкинское время находились хозяйственные помещения, размещена «вводная» экспозиция, посвящённая последним месяцам жизни А. С. Пушкина. В двух небольших залах представлены гравюры, акварели и литографии пушкинского времени, портреты друзей поэта, подлинные свадебные туфельки жены Пушкина и фрагменты драпировки, некогда украшавшей одну из комнат квартиры поэта, подаренные музею в 1968 году коллекционером С. Лифарем. Здесь же представлены материалы, рассказывающие о дуэли 27 января 1837 года на Чёрной речке: копия анонимного пасквиля, полученного Пушкиным 4 ноября 1836 года, условия дуэли, подписанные секундантами А. С. Пушкина и барона Георга Геккерена (д’Антеса) — К. К. Данзасом и виконтом Оливье д’Аршиаком (в литературе о Пушкине он обычно именуется Огюстом д’Аршиаком из-за неверной расшифровки французского инициала «О»), а также копия портрета д’Аршиака (подлинник хранится в РГАДА) и изображение места дуэли, выполненное художником Д. Лобановым в 1880 году при содействии К. Данзаса.

## Экспонаты

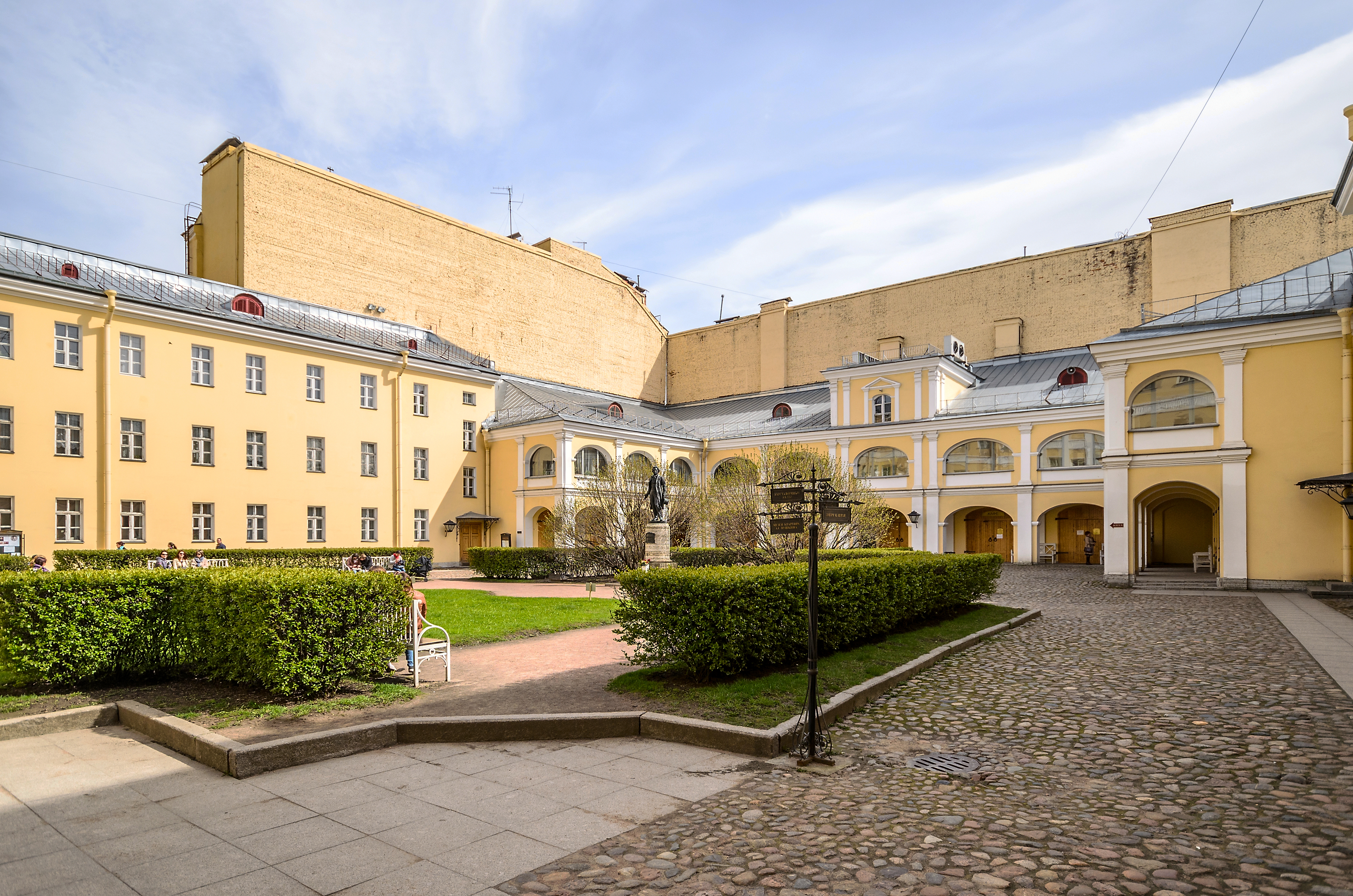
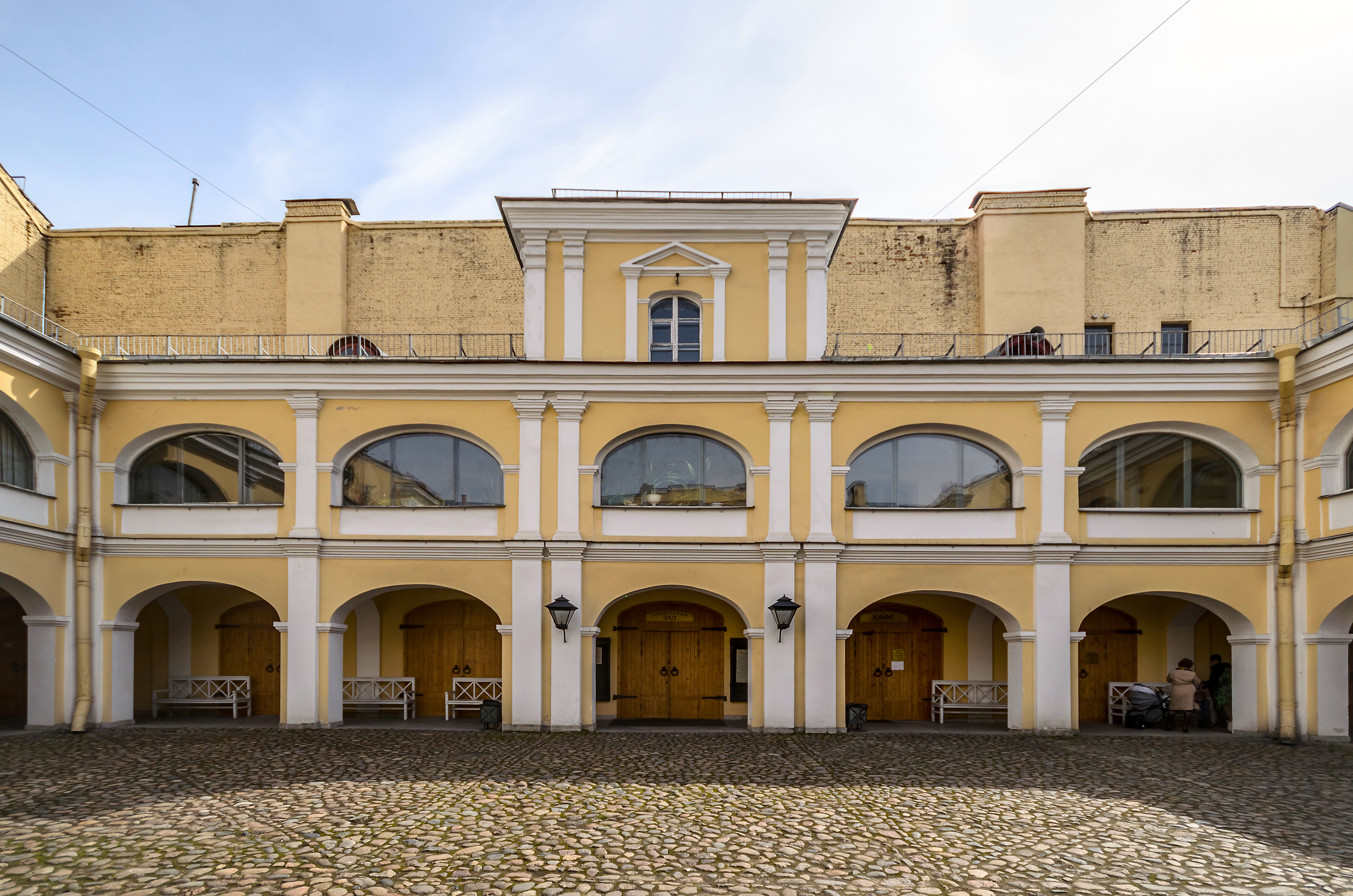
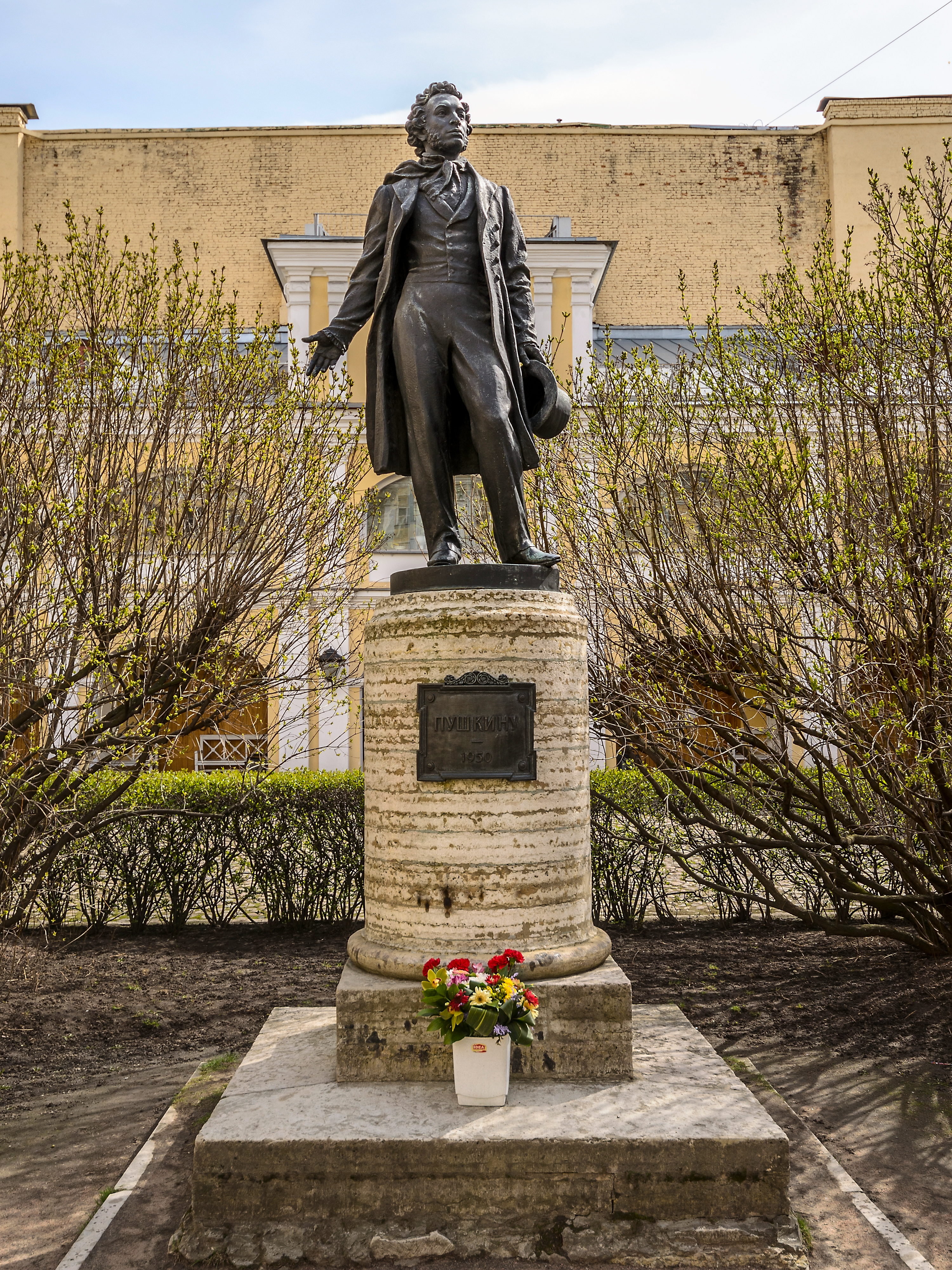
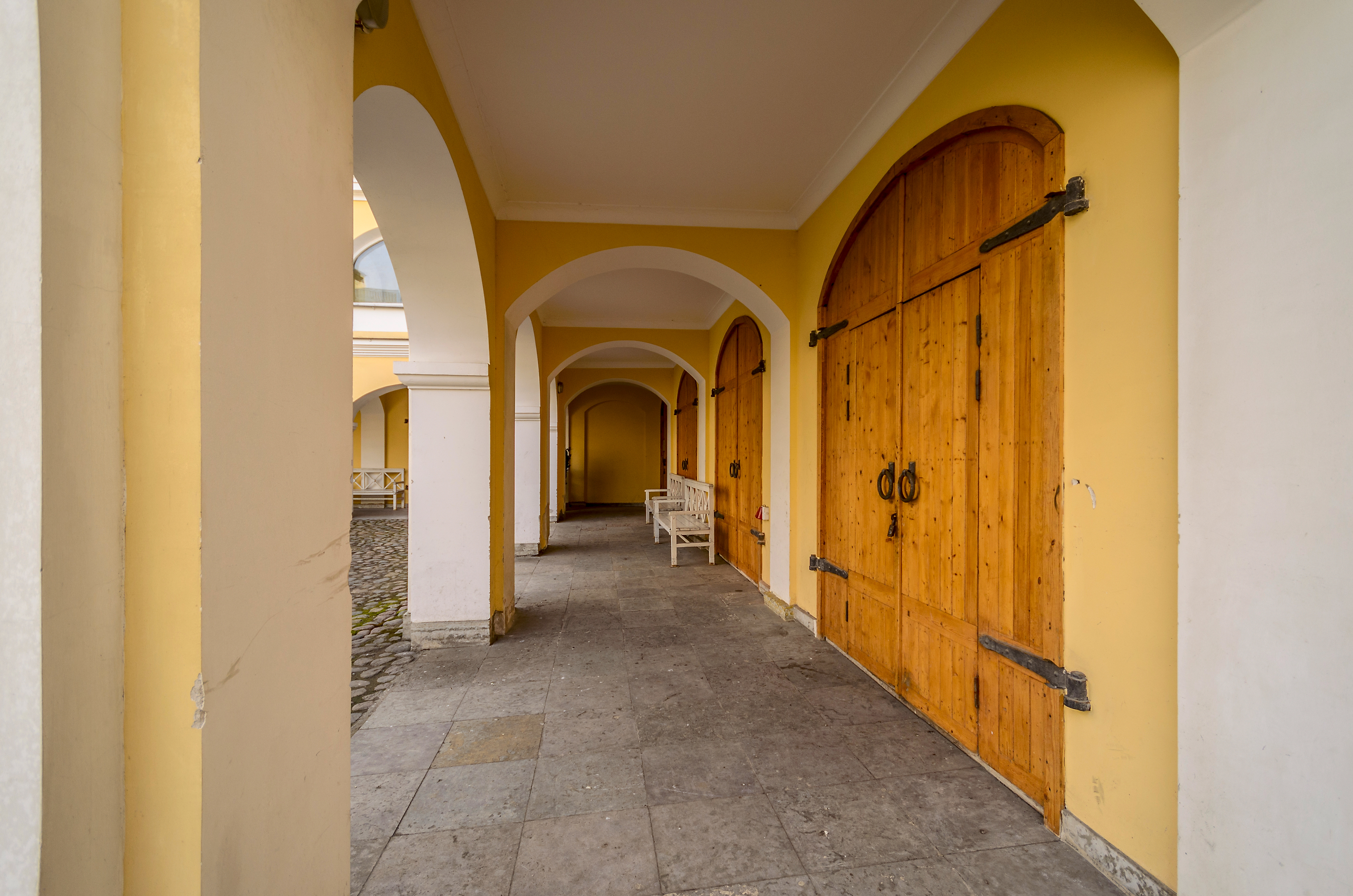
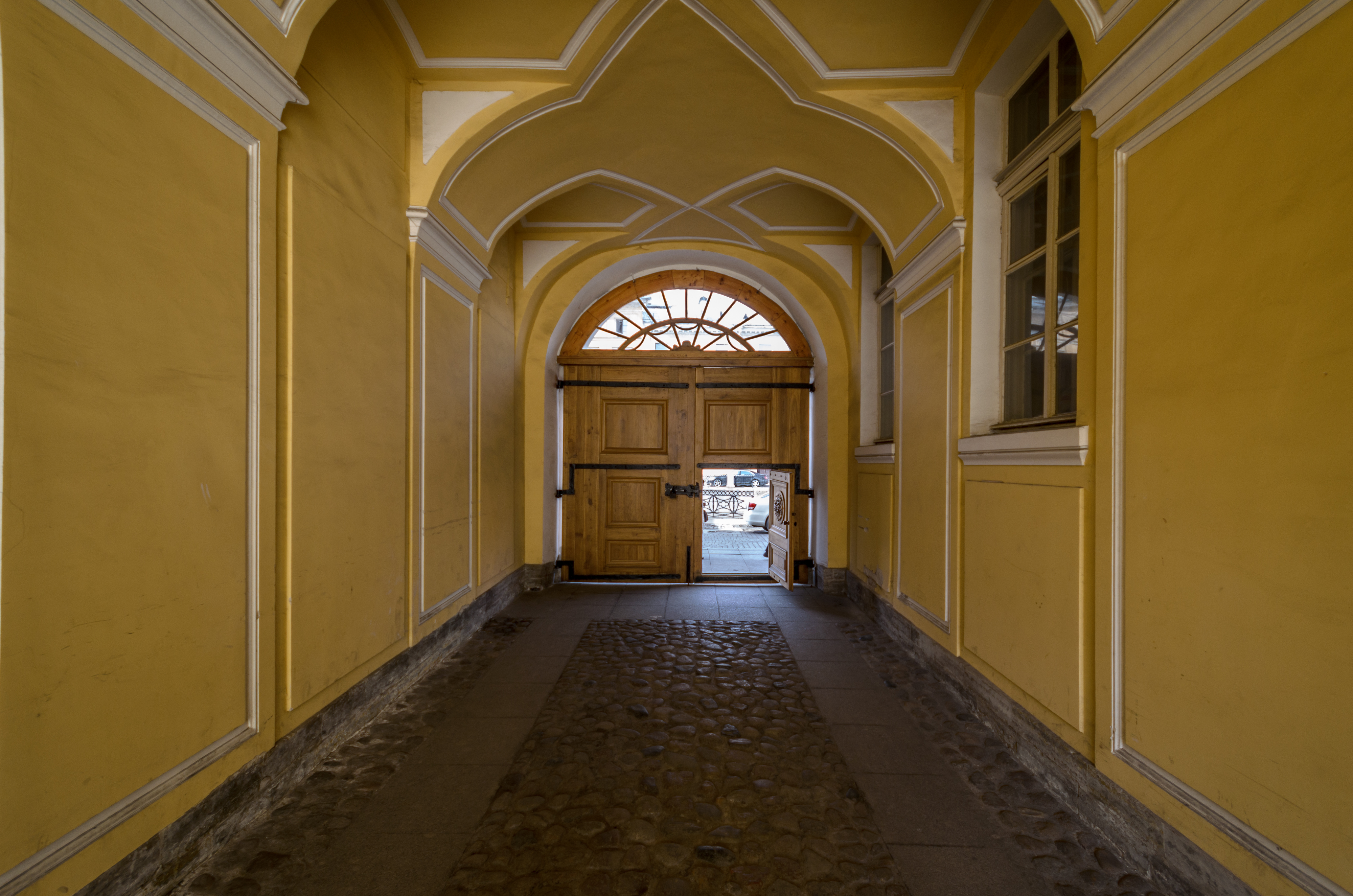

- Диван Пушкина
- Посмертная маска А. С. Пушкина